# Llanedi
Llanedi är en community i Storbritannien.   Den ligger i kommunen Carmarthenshire och riksdelen Wales, i den södra delen av landet, 270 km väster om huvudstaden London.
Llanedi är en mindre by, men i communityn ingår även de större byarna Hendy, Fforest och Tycroes.